# Natachai Boonprasert
Natachai Boonprasert (ณัฎฐ์ฐชัย บุญประเสริฐ; nascido em 1 de outubro de 2000), apelidado de Dunk (ดัง), é um ator, cantor, modelo e apresentador de televisão tailandês da GMMTV. Ele é mais conhecido por seus papéis principais nas séries Star & Sky: Star In My Mind (2022), Hidden Agenda (2023) e The Heart Killers (2024).

## Início da vida e educação
Dunk nasceu 1 de outubro de 2000 na Tailândia. Ele tem uma irmã mais nova. Sua mãe era comissária de bordo, e seu pai e avô eram pilotos; enquanto crescia, o sonho de Dunk era também ser piloto.
Ele completou seus estudos primários e secundários na Heathfield International School. Em 2023, ele se formou como bacharel em Engenharia de Inovação em Computação pela Faculdade de Engenharia de Programas Internacionais do Instituto de Tecnologia Ladkrabang (KMITL) do Rei Mongkut. Dunk era um major de bateria em sua universidade.

## Carreira
Em 2021, Dunk foi contratado como artista pela agência de produção e talentos GMMTV depois que um olheiro o notou nas redes sociais. Mais tarde naquele ano, ele fez sua estreia na televisão com um pequeno papel na série Bad Buddy, interpretando o amigo de escola do personagem principal.
Em 2022, Dunk conseguiu seu primeiro papel principal, interpretando Daonuea na série Star & Sky: Star in My Mind ao lado de Archen Aydin. A série foi bem recebida, ganhando o Best Viu Awards 2022 na categoria Série Mais Satisfatória do Ano e ficando em 5º lugar no Viu Top 10 Awards 2022: Thailand Series, além de mais de 100 milhões de visualizações no total no YouTube. Dunk reprisaria seu papel como Daonuea em Star & Sky: Sky in Your Heart, Star & Sky: Special Episode, e na série de antologia de 2023 Our Skyy 2.
Em 2023, atuaria novamente ao lado do parceiro de tela Archen Aydin, na série de televisão Hidden Agenda. Ele também participou e se apresentou no Love Out Loud Fan Fest 2023 da GMMTV: Lovolution.
Em 2024, Dunk se tornou um dos novos apresentadores do programa de variedades de longa duração School Rangers. Mais tarde no ano, ele estrelará a próxima série de televisão; Summer Night como White, e The Heart Killers como Style.

## Negócios
Além de atuar na indústria do entretenimento, Dunk é o fundador de uma confeitaria chamada Navori e de uma marca de roupas de estilo de rua chamada Vespera.

## Filantropia e campanhas
Em 2023, Dunk fez parte dos Embaixadores de Artistas de Performance para as Olimpíadas Especiais da Tailândia. Ele também participou de campanhas, como "Just Say No" (às drogas) para o Dia Mundial das Drogas de 2022 na sociedade tailandesa.

## Filmografia e Discografia

### Séries de televisão
| Ano  | Título                        | Personagem | Notas            |
| ---- | ----------------------------- | ---------- | ---------------- |
| 2021 | Bad Buddy                     | Estudante  | Papel convidado  |
| 2022 | Star & Sky: Star in My Mind   | Daonuea    | Papel principal  |
| 2022 | Star & Sky: Sky in Your Heart | Daonuea    | Papel recorrente |
| 2022 | Star & Sky: Special Episode   | Daonuea    | Papel principal  |
| 2023 | Our Skyy 2                    | Daonuea    | Papel principal  |
| 2023 | Hidden Agenda                 | Zo         | Papel principal  |
| 2024 | Summer Night                  | White      | Papel principal  |
| 2024 | The Heart Killers             | Style      | Papel principal  |
| TBA  | Dare You to Death             | Khamin     | Papel principal  |

### Vídeos musicais
| Ano  | Título da música                              | Artistas                                                  | Notas                                                     |
| ---- | --------------------------------------------- | --------------------------------------------------------- | --------------------------------------------------------- |
| 2022 | My Starlight (แล้วแต่ดาว)                       | Joong Archen                                              | Star & Sky: Star In My Mind OST                           |
| 2022 | My Starlight (Versão em Inglês)               | Joong Archen, Dunk Natachai                               | Star & Sky: Star In My Mind OST                           |
| 2022 | Save All Memories In This House               | Off, Gun, Earth, Mix, Neo, Louis, Joong, Dunk, Jimmy, Sea | Single da 3ª Temporada de Safe House                      |
| 2023 | Special Olympics Cheering Song                | BNK48, Joong, Dunk, Ada                                   | Canção de Torcida dos Jogos Olímpicos Especiais de Berlim |
| 2023 | No More Empty Nights (ท้องฟ้ากับแสงดาวและสองเรา) | Joong Archen, Dunk Natachai                               | Our Skyy 2: Star In My Mind OST                           |
| 2023 | หมดเวลาซ่อน (Hidden Agenda)                    | Joong Archen, Dunk Natachai                               | Hidden Agenda OST                                         |
| 2023 | Reverse (จะเลิกกันอีกวันไหน)                      | DUNK ft. F.Hero                                           | Single Digital do DUNK                                    |
| 2023 | อย่านอยด์ดิ (Your Smile)                         | Joong Archen                                              | Hidden Agenda OST                                         |

### Shows de variedades[c]
| Ano  | Título                                      | Personagem   | Notas                         |
| ---- | ------------------------------------------- | ------------ | ----------------------------- |
| 2022 | 3ª Temporada de Safe House: Best Bro Secret | Elenco fixo  | 7 dias de transmissão ao vivo |
| 2022 | Arm Share                                   | Convidado    | EP.97 (Home Tour)             |
| 2022 | Talk with Toey: FreeForm                    | Convidado    | EP.70 (GMMTV Rookies Edition) |
| 2023 | Project Alpha                               | Painelista   | EP.8                          |
| 2023 | Ploychom Play                               | Convidado    | EP.6                          |
| 2023 | Dara Lor Kan Len, what is this?             | Convidado    | EP.39                         |
| 2023 | Hidden Hangout                              | Apresentador | ongoing                       |
| 2024 | School Rangers                              | Apresentador | tba                           |

## Apresentações ao vivo

### Concertos
| Ano  | Título                                  | Artistas | Local                                         | Notas                                                                        |
| ---- | --------------------------------------- | --- | --------------------------------------------- | ---------------------------------------------------------------------------- |
| 2022 | Feel Fan Fun Camping Concert            | Earth, Mix, Pond, Phuwin, Joong, Dunk | Union Hall F6, Union Mall                     |                                                                              |
| 2023 | Charity Concert Smiling Hearts          | BNK48, Joong, Dunk, Ada, Pond, Phuwin, Katherine Aliakseyeva com a Academia Russa de Dança Katyusha, Anzhela Tamazashvili, Irina Borisenko, com a participação de importantes cantores de ópera e dançarinos vencedores | Centro Cultural da Tailândia, Salão Principal | Os lucros deste evento apoiam as Olimpíadas Especiais da Tailândia           |
| 2023 | Love Out Loud Fan Fest 2023: LOVOLUTION | Earth, Mix, Ohm, Nanon, Pond, Phuwin, First, Khaotung, Joong, Dunk, Force, Book, Jimmy, Sea, Gemini, Fourth | Royal Paragon Hall                            |                                                                              |
| 2023 | GMMTV Fan Fest 2023 Live In Japan       | Earth, Mix, Ohm, Nanon, Pond, Phuwin, First, Khaotung, Joong, Dunk, Force, Book, Jimmy, Sea, Gemini, Fourth, Gawin, Krist, Perth, Chimon                                                                                | PIA Arena MM                                  |                                                                              |
| 2023 | GMMTV Starlympic 2023                   | Todos os artistas da GMMTV, incluindo Dunk | Impact Arena Muang Thong Thani                | Concerto após várias partidas esportivas, e Dunk estava no Team Shadow Eagle |
| 2024 | Love Out Loud Fan Fest 2024             | Earth, Mix, Pond, Phuwin, First, Khaotung, Joong, Dunk, Force, Book, Jimmy, Sea, Gemini, Fourth, Perth, Chimon, Winny, Satang                                                                                           | Impact Arena Muang Thong Thani                | em breve, maio de 2024                                                       |

### Outro
| Ano  | Título           | Artistas                              | Local                           | Notas                                                    |
| ---- | ---------------- | ------------------------------------- | ------------------------------- | -------------------------------------------------------- |
| 2022 | Kazz Awards 2022 | Vários artistas, incluindo Joong-Dunk | BCC Hall, Central Plaza Ladprao | Também apresentando o Prêmio de Homem em Ascensão do Ano |

## Prêmios e indicações
| Ano  | Associações                  | Categoria                               | Nomeações                     | Resultado |
| ---- | ---------------------------- | --------------------------------------- | ----------------------------- | --------- |
| 2022 | Thailand Digital Awards 2022 | Casal do Ano (com Joong Archen)         | Star and Sky: Star In My Mind | Venceram  |
| 2023 | Kom Chad Luek Awards 19      | Casal Y Mais Popular (com Joong Archen) | Star and Sky: Star In My Mind | Indicados |
| 2023 | Kazz Awards 2023             | Casal do Ano (com Joong Archen)         | Star and Sky: Star In My Mind | Indicados |
| 2023 | Maya TV Awards 2023          | Estrela Masculina em Ascensão do Ano    | Star and Sky: Star In My Mind | Indicado  |